# Воронежская водолазная школа ДОСААФ
Воронежская водолазная школа ДОСААФ имени Героя Советского Союза М. И. Авраменко — учебное заведение, которое занимается профессиональной подготовкой водолазов в Воронеже.

## История
Школа открылась 5 мая 1939 года (приказ Председателя ЦС ОСОАВИАХИМ № 125). Сначала учебное заведение называлось кружок военно-морских знаний, основной задачей которого была подготовка молодежи к службе на флоте и переподготовка военных моряков запаса.
В 1946 году кружок преобразован в Военно-морской клуб, сначала ДОСФЛОТ(а), а с 1951 года — ДОСААФ(а). В 1984 году по приказу Главкома ВМФ школа была награждена переходящим Красным знаменем. В этом же году ЦК ДОСААФ называет школу образцовой. В 1985 году школа получила право носить имя Героя Советского Союза Михаила Ивановича Авраменко.
Во время празднования 70-летия в водолазной школе был открыт музей водолазного дела
В 2008 году школа стала дипломантом конкурса «Бегущая волна», организаторами которого являлтсь Росвоенцентр при Правительстве РФ и Общественный фонд содействия патриотическому воспитанию детей и молодежи.

## Преподаватели
- Семенов Андрей Павлович — главный водолазный специалист, капитан II ранга
- Борискин Юрий Иванович — врач спецфизиолог
- Голубцов Вячеслав Иванович — зам. начальника школы, старший лейтенант запаса
- Бураков Александр Николаевич — начальник водолазного полигона, капитан 2 ранга запаса
- Шмырев Борис Николаевич — старший мастер производственного обучения, мичман запаса
- Мовчан Александр Николаевич — водолаз-инструктор
- Воротников Олег Вячеславович — водолаз-инструктор
- Усачев Владимир Петрович — главный инженер, водолазный специалист, инженер-сварщик (ВПИ, 1972г)
- Логачёв — хранитель музея